# 女賭場荒し
『女賭場荒し』（おんなとばあらし）は、1967年9月30日に公開された、任侠映画、製作会社は大映東京撮影所。監督は弓削太郎、江波杏子主演。江波主演の『女賭博師シリーズ』全17作品のうち、第3弾。

## あらすじ
OLの銀子は、かつて日本一のツボ振り師と言われていた父親を、自らのせいで死に追いやってしまう。父親は銀子に、日本一のツボ振り師になるよう遺言を残した。その銀子が「昇り龍のお銀」と名乗る女賭博師として生きる決意をするまでを描いた作品である。

## 配役
- 江波杏子 : 大滝銀子
- 成田三樹夫 : 小出鉄五郎
- 高千穂ひづる : 中西秋子
- 桂米丸 : 佐々木米次
- 都家かつ江 : 米次の妻たね
- 千波丈太郎 : 尾形健
- 甲千鶴 : 芸者テン子
- 水原浩一 : 田島一策
- 青山良彦 : 田島啓次
- 飛田喜佐夫 : 友成庄助
- 橋本力 : 山川孝一
- 津山由起子 : ホステス
- 南堂正樹 : バーテン
- 関幸四郎 : アルバイト学生
- 竹内哲郎 : 救急病院の医師
- 北城寿太郎 : 山上
- 杉森麟 : コミセ
- 原田玄 : コミセ
- 志保京助 : コミセ
- 中原健 : 若衆
- 有島圭 : 中年女
- 待田京介 : 蒲地源造
- 小池朝雄 : 神崎武市
- 加藤嘉  : 辰吉

## スタッフ
- 監督：弓削太郎
- 脚本：長谷川公之
- 企画 : 斎藤米二郎
- 撮影：渡辺公夫
- 音楽：鏑木創
- 美術：山口煕
- 編集：中静達治

## 併映作品
- 『毒薬の匂う女』: 富本壮吉監督